# Topolovnik
Topolovnik (en serbe cyrillique : Тополовник) est un village de Serbie situé dans la municipalité de Veliko Gradište, district de Braničevo. Au recensement de 2011, il comptait 820 habitants.
Topolovnik est officiellement classé parmi les villages de Serbie.

## Démographie

### Évolution historique de la population
| 1948  | 1953  | 1961  | 1971  | 1981  | 1991  | 2002  | 2011 |
| ----- | ----- | ----- | ----- | ----- | ----- | ----- | ---- |
| 1 977 | 1 924 | 1 850 | 1 901 | 1 840 | 1 824 | 1 098 | 820  |

|  |